# Али Садреддин аль-Баянуни
Али Садреддин аль-Баянуни (араб. علي صدر الدين البيانوني‎;
1938, Алеппо) — один из лидеров сирийских «Братьев-мусульман», находится в изгнании в Лондоне.
Аль-Баянуни родился в 1938 году в Алеппо. Вырос в религиозной семье; его отец и дед были известными мусульманских богословами. Он присоединился Братьям-мусульманам во время учёбы в средней школе в 1954 году. В 1963 году окончил Университет Дамаска по специальности «юрист». С 1959 по 1960 год служил офицером в сирийской армии. В 1972 году стал членом Сирийского Совета Шуры и Исполнительного аппарата «Братьев-мусульман».
С 1975 по 1977 год находился в заключении по обвинению в участие в организации «Братья-мусульмане». Выйдя из тюрьмы, он стал заместителем лидера сирийских «Братьев-мусульман». В 1979 году он иммигрировал в Иордании. В 2000 году иорданские власти попросили его покинуть страну, после чего аль-Баянуни попросил политическое убежище в Великобритании.
Во время гражданской войны в Сирии аль-Баянуни призывал к свержению Башара аль-Асада. Аль-Баянуни считал, что вето, которое Россия наложила на резолюцию Совбеза ООН, предлагавшую ввести санкции против правительства аль-Асада, позволит сирийским властям продолжать и впредь делать ставку на силу в отношении народа. Аль-Баянуни сравнил это с тем, как «на шею утопающему накидывают ещё и веревку висельника».